# Lista de equipamento do Exército Português
Segue-se uma lista do equipamento atual do Exército Português:

## Fardamento
| Nome                                                        | Origem                 | Tipo                                                                                  | Número  | Imagem | Notas |
| ----------------------------------------------------------- | ---------------------- | ------------------------------------------------------------------------------------- | ------- | ------ | --- |
| SCS – Sistema de Combate do Soldado                         | Portugal               | Colete à prova de balas, capacete de combate, uniforme, luvas táticas, botas e coldre | +12.000 |        | Em 2019, este novo uniforme começou a ser distribuído gradualmente a algumas unidades, para testes. Este novo equipamento, inclui, capacetes balísticos, óculos táticos, proteção maxiofacial, colete antibala, joalheiras e cotoveleiras em kevlar, luvas protetoras, relógios e monitores fisiológicos. Desde 2024 que este novo uniforme começou a ser amplamente entregue a todas as unidades do Exército. |
| Multicam                                                    | Noruega Estados Unidos | Colete antíbala, Capacete de combate e Uniforme                                       | +1.000  |        | Utilizado essencialmente pelas tropas especiais do Exército (Centro de Tropas de Operações Especiais, Comandos e Paraquedistas) e algumas outras unidades militares durante missões no estrangeiro. Este equipamento é geralmente acompanhado de capacetes antibala Ops-Core e coletes antibala NFM Group THOR.                                                                                                |
| PASGT - Sistema de Blindagem Pessoal para Tropas Terrestres | Estados Unidos         | Capacete de combate e Uniforme                                                        | +30.000 |        | Uniforme introduzido nos anos 90, composto por capacetes antibala, coletes e fardameto no padrão de camuflagem DPM - Disruptive Pattern Material. Está atualmente a ser substituído pelo SCS – Sistema de Combate do Soldado. |

## Armas ligeiras
| Arma                             | Origem             | Categoria                       | Calibre                            | Foto     | Notas |
| Pistolas                         | Pistolas           | Pistolas                        | Pistolas                           | Pistolas | Pistolas |
| -------------------------------- | ------------------ | ------------------------------- | ---------------------------------- | -------- | --- |
| Glock 17 Gen 5                   | Áustria            | Pistola semi-automática         | 9x19mm                             |          | Adquirida em 2019 na versão Gen 5 para substituir as pistolas Walther P38, SIG Sauer P228, Heckler & Koch USP e Beretta 92 que se encontravam no serviço ativo.                                               |
| Heckler & Koch P30               | Alemanha           | Pistola semi-automática         | 9x19mm                             |          | Algumas unidades recebidas pelo Centro de Tropas de Operações Especiais. |
| Submetralhadoras                 |                    |                                 |                                    |          | |
| Heckler & Koch MP5               | Alemanha           | Submetralhadora                 | 9x19mm                             |          | Utilizada nas versões A5, SD6 (desde 2003), N2 e KA4. |
| Espingardas e Carabinas          |                    |                                 |                                    |          | |
| SCAR L STD                       | Bélgica            | Espingarda de assalto           | 5,56×45mm                          |          | Adquiridas 15,000 espingardas automáticas SCAR L STD em 2019. |
| SCAR-H STD                       | Bélgica            | Espingarda de combate           | 7,62×51mm                          |          | Adquiridas 390 espingardas SCAR H em 2019. |
| Heckler & Koch G36K              | Alemanha           | Espingarda de assalto           | 5,56×45mm                          |          | Utilizada nas versões K, KE e C pelo Centro de Tropas de Operações Especiais |
| Heckler & Koch HK416A5           | Alemanha           | Espingarda de assalto           | 5,56×45mm                          |          | Utilizada pelo Centro de Tropas de Operações Especiais. |
| Heckler & Koch HK417A2           | Alemanha           | Espingarda de combate           | 7,62×51mm                          |          | Utilizada pelo Centro de Tropas de Operações Especiais. |
| Espingardas de Precisão (Sniper) |                    |                                 |                                    |          | |
| FN SCAR H PR                     | Bélgica            | Espingarda de atirador especial | 7,62×51mm                          |          | Adquiridas 550 espingardas de precisão SCAR H PR em 2019. |
| Heckler & Koch G28               | Alemanha           | Espingarda de atirador especial | 7,62×51mm                          |          | Utilizada pelo Centro de Tropas de Operações Especiais. |
| AI AWSF                          | Reino Unido        | Espingarda de precisão          | 7,62×51mm                          |          | [ 15 ] |
| Accuracy International AXMC      | Reino Unido        | Espingarda de precisão          | .338 Lapua Magnum /.308 Winchester |          | Utilizada pelo Centro de Tropas de Operações Especiais. |
| Barrett M95 Barrett M107A1       | Estados Unidos     | Espingarda de precisão          | 12,7x99mm                          |          | Utilizada pelo Centro de Tropas de Operações Especiais. |
| Metralhadoras                    |                    |                                 |                                    |          | |
| Heckler & Koch MG4               | Alemanha           | Metralhadora leve               | 5,56×45mm                          |          | Utilizada pelo Regimento de Comandos e pelo Centro de Tropas de Operações Especiais. |
| FN Minimi Mk3                    | Bélgica            | Metralhadora leve               | 5,56×45mm                          |          | 1000 Minimi Mk3 adquiridas em 2019 para substituir as metralhadoras Heckler & Koch HK21 e MG3. |
| FN Minimi Mk3                    | Bélgica            | Metralhadora de uso geral       | 7,62×51mm                          |          | 400 Minimi Mk3 adquiridas em 2019 para substituir as metralhadoras Heckler & Koch HK21 e MG3. |
| FN MAG                           | Bélgica            | Metralhadora de uso geral       | 7,62×51mm                          |          | Utilizada pelos Paraquedistas e também montada montada nas viaturas blindadas Leopard 2A6 e Pandur II. |
| Browning M2HB                    | Estados Unidos     | Metralhadora pesada             | 12,7x99mm                          |          | Utilizada em tripods e montada viaturas táticas. |
| Caçadeiras                       |                    |                                 |                                    |          | |
| Benelli M4                       | Itália             | Caçadeira                       | 12, 20 gauge                       |          | [ 18 ] |
| Benelli Super Nova               | Itália             | Caçadeira                       | 12 gauge                           |          | 380 unidades adquiridas em 2020. |
| Fabarm STF                       | Itália             | Caçadeira                       | 12 gauge                           |          | Utilizada pelo Centro de Tropas de Operações Especiais. |
| Lança Granadas                   |                    |                                 |                                    |          | |
| FN 40GL                          | Bélgica            | Lança-granadas                  | Granada 40x46mm                    |          | Adquiridos 2000 lança granadas FN 40GL, podem ser utilizados montados em espingardas FN SCAR L ou individualmente.                                                                                            |
| HK 269                           | Alemanha           | Lança-granadas                  | Granada 40x46mm                    |          | Utilizado pelo Centro de Tropas de Operações Especiais montado em espingardas Heckler & Koch HK416. |
| Milkor MGL                       | África do Sul      | Lança-granadas                  | Granada 40x46mm                    |          | Versão mk1, utilizada pelo Centro de Tropas de Operações Especiais, Regimento de Comandos e Regimento de Paraquedistas.                                                                                       |
| Heckler & Koch GMG               | Alemanha           | Lança-granadas automático       | Granada 40x53mm                    |          | Adquiridas 30 unidades em 2018, pode também ser utilizado em viaturas táticas. |
| LAG SB M1                        | Espanha            | Lança-granadas automático       | Granada 40x53mm                    |          | Adquirido em 1996, pode também ser utilizado em viaturas táticas. |
| Mk 19 mod 3                      | Estados Unidos     | Lança-granadas automático       | Granada 40x53mm                    |          | Adquirido em 1990, pode também ser utilizado em viaturas táticas. |
| Armas Anticarro                  |                    |                                 |                                    |          | |
| M72A3 LAW                        | Estados Unidos     | Arma leve anticarro             | 66mm                               |          | Mais de 7,000 unidades recebidas. Novos sistemas na versão A3 e EC foram recebidos a partir de 2021. Designado de m/78.                                                                                       |
| Carl Gustav M3                   | Suécia             | Canhão sem recuo                | 84mm                               |          | 162 unidades modernizadas em 2020 na UAGME. Versão M3 utilizada desde 2004. |
| MILAN m/94                       | França             | Míssil anticarro                | 115mm                              |          | 137 lançadores e 755 Mísseis (55 Milan+ 700 Milan-2-T). Em 2020, 44 mísseis MILAN-2-T foram recebidos. Foi aberto um concurso através da NSPA para realizar a substituição deste sistema por um mais moderno. |
| TOW 2                            | Estados Unidos     | Míssil anticarro                | 152mm                              |          | 50 lançadores (5 em viaturas Pandur II ATGM) e 1116 mísseis recebidos desde 1980. |
| Morteiros                        |                    |                                 |                                    |          | |
| Morteirete                       | Portugal           | Morteiro ultra ligeiro          | 60mm                               |          | Morteiro ultra ligeiro m/68, 718 unidades recebidas. |
| M29A1                            | Estados Unidos     | Morteiro médio                  | 81mm                               |          | Morteiro Médio m/86, 130 unidades. |
| L16 A2                           | Canadá Reino Unido | Morteiro médio                  | 81mm                               |          | Morteiro Médio, 32 unidades. |
| M30                              | Estados Unidos     | Morteiro médio                  | 107mm                              |          | 30 morteiros fornecidos pelos Estados Unidos em 1996, 18 deles estão equipados nos M106 mortar carrier. |
| Tampella B                       | Finlândia          | Morteiro pesado                 | 120mm                              |          | Morteiro Pesado m/74, 56 unidades no ativo. |

## Artilharia de campanha
| Arma                      | Origem                 | Unidades               | Foto                   | Notas |
| Artilharia de campanha    | Artilharia de campanha | Artilharia de campanha | Artilharia de campanha | Artilharia de campanha |
| ------------------------- | ---------------------- | ---------------------- | ---------------------- | --- |
| Ordnance QF 25            | Reino Unido            | 12 (função cerimonial) |                        | Recebidas 132 unidades pelo Exército (108 Mk. I e 24 Mk. III). Desde 1976 que é utilizado apenas para cerimónias militares, sendo utilizadas 3 unidades pelo Regimento de Artilharia N.º 5, 3 unidades pelo Regimento de Artilharia Antiaérea N.º 1, 3 pelo Regimento de Guarnição N.º 2 e 3 pelo Regimento de Guarnição N.º 3. |
| M119 LG                   | Reino Unido            | 12                     |                        | 21 unidades, utilizadas pelo Regimento de Artilharia N.º 4. O Exército Português pretende adicionar algumas melhorias aos seus L119 Light Gun através de verbas da atual Lei de Programação Militar. O Ministério da Defesa Nacional anunciou que 9 unidades foram enviadas para a Ucrânia.                                     |
| M114A1                    | Estados Unidos         | 40                     |                        | Das 40 unidades recebidas, 18 unidades são utilizadas pelo Regimento de Artilharia N.º 5 da Brigada de Intervenção. Será substituídos nos próximos anos pelo sistema de artilharia autopropulsado de 155mm CAESAR 6x6 NG. |
| Artilharia Autopropulsada |                        |                        |                        | |
| M109A5                    | Estados Unidos         | 18                     |                        | 18 M109A5 utilizados pela Brigada Mecanizada. Em processo de grande manutenção e pequenas modernizações na UAGME. |

## Defesa antiaérea
| Arma                 | Origem               | Unidades                                | Foto                 | Notas |
| Artilharia Antiaérea | Artilharia Antiaérea | Artilharia Antiaérea                    | Artilharia Antiaérea | Artilharia Antiaérea |
| -------------------- | -------------------- | --------------------------------------- | -------------------- | --- |
| Thales ForceShield   | França               | 3x4 lançadores encomendados (1 bateria) |                      | O Exército assinou um contrato em outubro de 2024 para a aquisição de 1 bateria antiaérea Thales RapidRanger, montada em três veículos blindados URO VAMTAC ST5, bem como um radar 3D, mísseis starstreak e dois terminais de armas. Cada sistema está equipado com 4 lançadores de mísseis. |
| Thales ForceShield   | França               | 3x4 lançadores encomendados (1 bateria) |                      | O Exército assinou um contrato em outubro de 2024 para a aquisição de 1 bateria antiaérea Thales RapidRanger, montada em três veículos blindados URO VAMTAC ST5, bem como um radar 3D, mísseis starstreak e dois terminais de armas. Cada sistema está equipado com 4 lançadores de mísseis. |
| FIM-92 Stinger       | Estados Unidos       | 40                                      |                      | 40 unidades em serviço, operadas pelo Regimento de Artilharia Antiaérea nº1, Regimento de Paraquedistas e Bateria de Artilharia Antiaérea da Brigada Mecanizada desde 1994. Em 2021 o Exército adquiriu novos mísseis e miras térmicas.                                                      |
| Rheinmetall Rh 202   | Alemanha             | 36                                      |                      | 36 em serviço desde 1981. Alguns poderão ser utilizados para defesa costeira nos Arquipélagos dos Açores e Madeira. |

## Viaturas blindadas
| Marca                               | Foto              | Origem            | Unidades             | Notas |
| Carros de Combate                   | Carros de Combate | Carros de Combate | Carros de Combate    | Carros de Combate |
| ----------------------------------- | ----------------- | ----------------- | -------------------- | --- |
| Leopard 2 A6                        |                   | Alemanha          | 34                   | Inicialmente 37 unidades adquiridas em 2008, juntamente com 1 unidade para formação e 1 unidade na versão 2 A4 para fornecimento de peças. Em Março de 2023, 3 unidades foram cedidas à Ucrânia de maneira a apoiar o esforço defensivo contra a invasão russa. |
| Viaturas Blindados de Lagartas      |                   |                   |                      | |
| M113A1/A2                           |                   | Estados Unidos    | 208                  | 255 M113A1/A2 recebidos (208 em serviço). - 101 M113A2 recebidos em 1977 provenientes dos Estados Unidos - 104 M113A2 recebidos em 1993 provenientes dos Países Baixos - 50 M113A1/A1G recebidos em 1994 provenientes da Alemanha. - (Serão substituídos gradualmente pela viatura de blindada de rodas 8x8 Artec Boxer A3, a partir de 2026). |
| M901A1 ITV                          |                   | Estados Unidos    | 4                    | Quatro unidades no serviço ativo desde 1993. Inicialmente seriam fornecidas pelos Estados Unidos 25 viaturas, mas após uma inspeção verificou-se que algumas possuíam problemas hidráulicos, tendo vindo apenas as viaturas sem qualquer problema. |
| M113A2 TOW 2                        |                   | Estados Unidos    | 17                   | 17 M-113A2 equipados com o sistema anti-carro TOW 2. |
| M577A2                              |                   | Estados Unidos    | 49                   | 68 unidades recebidas, mas apenas 49 M577A2 no serviço ativo (46 em serviço como veículos de comando e 3 em serviço como veículo ambulância). |
| M106/A2 mortar carrier              |                   | Estados Unidos    | 18                   | 10 M106 e 8 M106A2, equipados com morteiros de 107mm M30. |
| Viaturas blindados de rodas         |                   |                   |                      | |
| Pandur II                           |                   | Áustria Portugal  | 188                  | Várias versões fabricadas em Portugal pela Fabrequipa. - 105 Transportes de Tropas (ICV) - 7 Transportes de Tropas com torre remota (ICV RWS) - 30 Veículos de Combate de Infantaria (IFV) - 5 Veículos Anticarro de Combate (ATGMV) - 16 Veículos Posto de Comando (CPV) - 7 Veículos de Recuperação e Manutenção (RMV) - 8 Veículos de Evacuação Médica (MEV) - 6 Veículos de Ponto de Estação de Acesso Rádio (RAPSV) - 4 Veículos de Reconhecimento e Vigilância (RSV) |
| Commando V-150                      |                   | Estados Unidos    | 15                   | 15 unidades recebidas e operadas pelo Grupo de Reconhecimento do Regimento de Cavalaria N.º 6. |
| Viaturas Táticas Ligeiras Blindadas |                   |                   |                      | |
| URO VAMTAC ST5                      |                   | Espanha           | 139 + 3 encomendados | Adquiridas 139 unidades em Outubro de 2018. - 107 Transporte de Tropas - 12 Veículos de Operações Especiais - 13 Ambulâncias - 7 Veículos Posto de Comando - 3 Veículos equipados com 4 lançadores de mísseis antiaéreos (encomendados) |
| HMMWV M1025A2/M1151A2               |                   | Estados Unidos    | 41                   | Auto Blindado Reconhecimento 1,25 ton. - 24 HMMWV M1025A2 4x4 m/2000 24 em serviço desde 2000, 22 foram blindados pela Plasan Sasa com o kit APK. - 15 M1151A1/A2 D 4x4 m/2009. |
| Panhard Ultrav M11                  |                   | França            | 38                   | Auto blindado ligeiro de combate 4x4 m/89-91. O Exército Português dispõe atualmente de 38 veículos Panhard Ultrav M11D / VBL 4x4, é essencialmente utilizado pela Brigada de Reação Rápida. A frota inclui as configurações MILAN F2, PL127 / 40, AN / PPS-5B e M1919A4. |
| Toyota Land Cruiser J200            |                   | Japão             | 3                    | Três veículos adquiridos em 2012 para substituir os Chevrolet Suburban blindados, utilizados pelo Exército Português. |
| Viaturas Blindadas Logísticas       |                   |                   |                      | |
| M578/A1                             |                   | Estados Unidos    | 24                   | 24 unidades utilizadas para transportar munição para o M109A5. |
| MAN TGS 18.440 BB CH                |                   | Alemanha          | 15                   | Adquiridas 15 viaturas blindadas, equipadas com um contentor de comunicações militares, do sistema SIC-T do Exército. Estas viaturas, na configuração 4X4, fazem parte de um lote de 47 camiões táticos adquiridos em 2023, dos quais 15 são blindados. |
| MAN TGS 26.440 BB CH                |                   | Alemanha          | 13                   | Adquiridas 13 viaturas blindadas, destinadas ao transporte de tropas e de cargas. Estas viaturas, na configuração 6X6, fazem parte de um lote de 61 camiões táticos adquiridos em 2023, dos quais 13 são blindados. |
| Viaturas Blindadas de Recuperação   |                   |                   |                      | |
| M88A1/A2G                           |                   | Estados Unidos    | 8                    | 6 na versão M88A1 e 2 na versão M88A2G, em serviço desde 1978. |
| M578                                |                   | Estados Unidos    | 29                   | Veículo ligeiro de recuperação utilizado pela Brigada Mecanizada. |
| Viatura Blindada Lança Pontes       |                   |                   |                      | |
| M60 AVBL                            |                   | Estados Unidos    | 4                    | Em serviço desde 1981. |
| Viatura Blindada de Treino          |                   |                   |                      | |
| Leopard 2 Driver Training Tank      |                   | Alemanha          | 1                    | Uma unidade adquirida em 2008, utilizado para formação de novos condutores do Leopard 2 A6. |

## Viaturas táticas
| Marca                        | Foto | Origem         | Tipo               | Unidades     | Notas |
| ---------------------------- | ---- | -------------- | ------------------ | ------------ | --- |
| HMMWV M1097A2                |      | Estados Unidos | 4x4                | 6            | Seis viaturas recebidas em 2003 para atrelar o radar de contra bateria AN/TPQ-36. |
| Commando Assault Vehicle     |      | Reino Unido    | 4x4                | 13           | Utilizado pelos Comandos, está equipado com uma blindagem na parte inferior, para proteção contra explosivos improvisados,e equipado com uma Browning M2, três Heckler & Koch MG4, um Carl Gustav e um Morteirete 60mm. Foram adquiridas 13 viaturas em 2011. |
| Land Rover Defender 90TDI    |      | Reino Unido    | 4x4                | +85          | Auto TP 4 Land Rover Defender 90 TD SW E 4x4 mF/08. |
| Mitsubishi L200              |      | Japão          | 4x4                | 80           | Auto TG 4 Mitsubishi 4x4 L200 mF/08. |
| Toyota Hilux                 |      | Japão          | 4x4                | 23           | 23 viaturas operadas pelo Regimento de Apoio Militar de Emergência, equipadas com modernos sistemas de georeferenciação e de comunicação, com ligação ao posto de comando do RAME.                                                                            |
| Toyota Land Cruiser HZJ73    |      | Japão          | 4x4                | +300         | Auto TG 0,25 Ton 5 mA/98. |
| Camiões táticos              |      |                |                    |              | |
| Iveco 40.10 WM               |      | Itália         | 4x4                | +200         | Auto TG 1,5 ton 11 mA/89-90. - Versão ambulância - Versão transporte de tropas e carga - Versão de comunicações e posto de comando |
| Iveco 90.17 WM               |      | Itália         | 4x4                | +70          | Auto TG 4 ton 19 mA/91. - Versão transporte de tropas e carga - Versão transporte de contentores frigoríficos e contentores de comunicações SIC-T - Versão pronto socorro com grua                                                                            |
| MAN TGS 18.440 BB CH         |      | Alemanha       | 4x4                | 47           | 47 camiões equipados com contentores de comunicações do sistema SIC-T, adquiridos em 2023. |
| MAN TGS 26.440 BB CH         |      | Alemanha       | 6x6                | 61           | 61 camiões utilizados para transporte de militares e carga a serem recebidos a partir de 2024. - 28 na versão de transporte de tropas e carga - 16 pronto socorro com grua - 4 com cisterna de 6000 litros                                                    |
| MAN 10.224                   |      | Alemanha       | 4X4                | +70          | Auto TG 4 ton 20 4x4 m/1998. |
| Unimog 1750L                 |      | Alemanha       | 4x4                | +250         | Auto TG 2 ton 9 mF/79-84. Também utilizado na versão 1300L - Versão transporte de tropas e carga - Versão transporte de contentores de comunicações |
| Mercedes-Benz 1017           |      | Alemanha       | 4x4                | +35          | Auto TG 5 ton 23 4x4 mF/89. Também utilizados nas versões 1213, 1217 e 1222. - Versão transporte de tropas e carga - Versão cisterna |
| DAF Trucks YA 4440 D         |      | Países Baixos  | 4x4                | 300          | Auto TG 5 ton 19 mA/84. Parcialmente contruídos em Portugal. - Versão transporte de tropas e carga - Versão transporte de contentores frigoríficos e contentores de comunicações SIC-T                                                                        |
| Renault Kerax                |      | França         | 4x4                | 4            | Utilizado pelo RAAA1 e pelo Regimento de Manutenção para transporte de contentores de comunicações e oficinas portáteis. |
| MAN KAT1                     |      | Alemanha       | 6x6                | 16           | Utilizado pela Companhia de Pontes do Regimento de Engenharia Nº1 para transportar componentes da ponte flutuante EWK Faltschwimmbrücken Ribon. |
| M809                         |      | Estados Unidos | 6x6                | +72          | Também estão em uso as versões M49A2 (+28 unidades ), M816 Wrecker (+8 unidades) e M818 (36 unidades). Em fim, de ciclo de vida. |
| Veículos Especiais           |      |                |                    |              | |
| Yamaha TDM900                |      | Japão          | Motociclo          | 12           | 12 unidades utilizadas pela Polícia do Exército. |
| Yamaha Ténéré 700 Rally Pack |      | Japão          | Motociclo off-road | Desconhecido | Algumas unidades recebidas em 2023. |
| Q-150D                       |      | Espanha        | 4x4                | 10           | 10 unidades adquiridas em 2020 através da NSPA para o Regimento de Paraquedistas. |
| Polaris Sportsman MV850      |      | Estados Unidos | 4x4                | 8            | 8 operados pelo Centro de Tropas de Operações Especiais. |
| Polaris MRZR 2/D2/D4         |      | Estados Unidos | 4x4                | 14           | O Centro de Tropas de Operações Especiais opera dois MRZR D2, dois MRZR 2 e quatro MRZR D4 Em 2024 os Pelotões de Reconhecimento dos Regimentos de Guarnição dos Açores e Madeira, receberam 6 MRZR 2.                                                        |
| Polaris Ranger Crew XP 1000  |      | Estados Unidos | 4x4                | 2            | 2 operados pela Companhia de Defesa NBQR (Nuclear, Biológica, Química e Radiológica) do Regimento de Engenharia N.º 1. |

## Helicópteros
| Nome           | Foto | Origem         | Tipo                                       | Número         | Notas |
| -------------- | ---- | -------------- | ------------------------------------------ | -------------- | --- |
| Sikorsky UH-60 |      | Estados Unidos | Helicóptero de Apoio, proteção e evacuação | 5 encomendados | A Unidade de Aviação Ligeira do Exército irá operar 5 helicópteros Black Hawk encomendados em 2025, e com entrega programada a partir de 2026. |

## Meios Anfíbios
| Nome                  | Foto | Origem   | Tipo                                       | Número       | Notas |
| --------------------- | ---- | -------- | ------------------------------------------ | ------------ | --- |
| Bote                  |      | Japão    | Bote de Reconhecimento e Infiltração       | Desconhecido | Utilizado por varias unidades do Exército, nomeadamente: - Centro de Tropas de Operações Especiais; - Regimento de Paraquedistas; - Regimento de Engenharia Nº1; - Regimento de Cavalaria Nº6. |
| Schottel M Boot Gross |      | Alemanha | Embarcação de auxílio à Engenharia militar | Desconhecido | Utilizado pela Companhia de Pontes do Regimento de Engenharia Nº1 para movimentar partes da Ponte General Dynamics IRB.                                                                        |

## Veículos não tripulados
| Marca                                | Origem                          | Foto                            | Tipo                                                          | Unidades                        | Notas |
| Veículo terrestre não tripulado      | Veículo terrestre não tripulado | Veículo terrestre não tripulado | Veículo terrestre não tripulado                               | Veículo terrestre não tripulado | Veículo terrestre não tripulado |
| ------------------------------------ | ------------------------------- | ------------------------------- | ------------------------------------------------------------- | ------------------------------- | --- |
| Telerob tEODor                       | Alemanha                        |                                 | Inativador de explosivos                                      | Desconhecido                    | Utilizado para inativação de explosivos. |
| Qinetiq Dragon Runner 20             | Reino Unido                     |                                 | Inativador de explosivos                                      | Desconhecido                    | Utilizado para missões de reconhecimento e inativação de explosivos. |
| Nexter NERVA XX                      | França                          |                                 | Inativador de explosivos                                      | Desconhecido                    | Utilizado para inativação de explosivos. Equipado com uma camara PTZ. |
| Veículos aéreos não tripulados       |                                 |                                 |                                                               |                                 | |
| MQM-170A Outlaw                      | Estados Unidos                  |                                 | Alvo para mísseis de Defesa antiaérea                         | Desconhecido                    | Utilizado como alvo pelo Regimento de Artilharia Antiaérea N.º 1. |
| RQ-11B Raven UAS                     | Estados Unidos                  |                                 | Inteligência, vigilância, aquisição de alvos e reconhecimento | 36                              | Doze sistemas ou 36 aeronaves, juntamente com serviços e equipamentos associados, foram adquiridos através da NSPA em 20 de agosto de 2018 para equipar o Batalhão ISTAR. |
| Parrot ANAFI                         | França                          |                                 | Inteligência, vigilância, aquisição de alvos e reconhecimento | 2                               | Utilizado pelo Centro de Tropas de Operações Especiais. |
| Beyond Vision HEIFU                  | Portugal                        |                                 | Inteligência, vigilância, aquisição de alvos e reconhecimento | 4                               | Adquiridas 4 unidades pelo Exército em 2024. |
| Micro UAV                            | Portugal                        |                                 | Inteligência, vigilância, aquisição de alvos e reconhecimento | Desconhecido                    | Utilizado pelo Regimento de Guarnição N.º 3. |
| Yuneec International Typhoon H       | China                           |                                 | Inteligência, vigilância, aquisição de alvos e reconhecimento | Desconhecido                    | Visto em uma demonstração de equipamentos militares, durante o Dia do Exército na Guarda, em 2024.                                                                        |
| DJI Matrice 300 RTK                  | China                           |                                 | Inteligência, vigilância, aquisição de alvos e reconhecimento | Desconhecido                    | Algumas unidades utilizadas pelo Comando Operacional da Madeira para vigilância costeira e terrestre. Existem planos para adquirir um drone de longo alcance.             |
| DJI Mavic PRO                        | China                           |                                 | Inteligência, vigilância, aquisição de alvos e reconhecimento | +26                             | Utilizados por várias unidades do Exército. |
| DJI Phantom                          | China                           |                                 | Inteligência, vigilância, aquisição de alvos e reconhecimento | Desconhecido                    | O drone apareceu em um anúncio lançado pelo Exército sobre as comemorações do Dia do Exército de 2024.                                                                    |
| Autel EVO II Dual 640T Enterprise V2 | China                           |                                 | Inteligência, vigilância, aquisição de alvos e reconhecimento | Desconhecido                    | Visto no ativo pela primeira vez em 2023. |
| Autel DragonFish                     | China                           |                                 | Inteligência, vigilância, aquisição de alvos e reconhecimento | Desconhecido                    | Utilizado pela Brigada de Intervenção. |
| MyFlyDream Nimbus Tricopter 1800     | China                           |                                 | Inteligência, vigilância, aquisição de alvos e reconhecimento | 12                              | Possui capacidade VTOL e é utilizado pelo Regimento de Artilharia Antiaérea N.º 1                                                                                         |
| SenseFly eBee X                      | Suíça                           |                                 | Mapeamento do solo                                            | 1                               | Utilizado pelo Centro de Informação Geoespacial do Exército para missões de mapeamento.                                                                                   |

## Outros Equipamentos
Granadas de mão e explosivos
- M/321 - granada;[99]
- M/963 - granada;[100]
- M/979 - granada de fumo;[101]
- M/968 CM Antimotim – granada de gás pimenta;[99]
- CS/MOD M7- granada de gás pimenta:;[99]
- Triplex CS - granada de gás pimenta;[99]
- Explosivo Plástico PE4E.[102]

Uniforme militar
- Advanced Bomb Suit;[103]
- Capacete de combate Team Wendy;
- Capacete de combate Opscore;
- Colete à prova de balas NFM Group THOR;[104]
- Sistema táctico de hidratação CamelBak Therobak;
- Sistema táctico de hidratação Rider;[105]
- PASGT - Personnel Armor System for Ground Troops;
- Saab Barracuda SOTACS (Utilizado por snipers);
- Camuflagem DPM
- Camuflagem M18.[106]

Comunicações militares
- Sistema de Comunização SIC-T;
- Rádios multibanda EID PRC-525 ;[107]
- Rádio EID ICC-401 IP;
- Rádio AN/PRC-148 JEM.[108]

Radares
- Radar  AN/PPQ-2 PSTAR;
- Radar AN/PPS-5B;
- Radar de contrabateria AN/TPQ-36.[109]

Engenharia Militar
- Ponte Militar General Dynamics EWK Faltschwimmbrücken (FSB) com seções móveis e barcos Schottel;[110]
- Ponte Militar Bailey;[111]
- Camiões Volvo FMX, incluindo versões de camião basculante, reboque, trator e Defesa Nuclear, Biológica, Química e Radiológica;[112]
- Empilhador Komatsu BOSS 15 tons ;
- Empilhador Manitou MHT 10180L;
- JCB 110W;[113]
- Caterpillar D6;[114]
- Komatsu D65E-12;
- Komatsu D65EX-18;
- Escavadora Komatsu WB 93R;
- Camião basculante Volvo 86;
- Camião basculante Volvo A25G.

Outros equipamentos
- Spir-ID (identificador de materiais radioativos e nucleares);
- AN/PEQ-16B MIPIM (iluminador laser);[115]
- Jenoptik NYXUS Bird Long Range (sistema de imagem térmica)[116]
- Rheinmetall Vario-Ray (módulo laser/iluminador);[117]
- Rheinmetall AG LM-Low Profile (módulo laser);[118]
- Aimpoint CompM4 (mira red dot);[119]
- Schmidt & Bender 1.5 - 8 x 26 PM II Short Dot (mira);[120]
- Trijicon VCOG 1-6x24 (mira);[119]
- Advanced Field Artillery Tactical Data System (AFATDS);
- BMS-C2 (Sistema de gestão do campo de batalha);[121]
- Critical Software EyeCommand Battlefront;
- KMW Monitorizador de tiro real (LFME) para o Leopard 2 A6;[122]
- Cozinhas militares (KARCHËR MFK 2, SERT CR 500L and PCM 300);
- AN/PEQ-16B MIPIM;
- AN/PSN-11 (Recetor GPS);
- AN/PVS-14 (óculos de visão noturna);
- AN/PVS-21 (óculos de visão noturna);
- AN/PVS-5B (óculos de visão noturna);
- VVLITE (óculos de visão noturna);[123]
- Extrema Ratio Fulcrum (baioneta de combate).

## Equipamentos planeados
| Nome                              | Origem      | Tipo                                                       | Número       | Imagem | Notas |
| --------------------------------- | ----------- | ---------------------------------------------------------- | ------------ | ------ | --- |
| RGW 90                            | Alemanha    | Canhão sem recuo                                           | Desconhecido |        | Em 2022, o Ministério da Defesa Nacional aprovou um orçamento de até 10 milhões de euros para a aquisição de sistemas de armas antitanque para equipar as diversas unidades do Exército Português. O sistema RGW 90 foi recentemente testado pelo Exército Português no campo de tiro de Alcochete, tendo entidades militares manifestado interesse no sistema..A serem recebidos entre 2026 e 2032. |
| AKERON MP                         | França      | Míssil anticarro                                           | Desconhecido |        | Em 2022, o Ministério da Defesa Nacional aprovou um orçamento até 10 milhões de euros para a aquisição de sistemas de armas antitanque entre 2026 e 2032 para equipar as diversas unidades do Exército Português. O sistema MMP francês foi considerado um dos preferidos pelo Exército Português. |
| Defesa antiaérea                  | OTAN Israel | Defesa antiaérea de curto alcance                          | Desconhecido |        | Após a assinatura do contrato para aquisição dos sistemas de defesa antiaérea RapidRanger, o Chefe do Estado-Maior do Exército afirmou que seria necessária a aquisição de sistemas adicionais de defesa antiaérea de curto alcance nos próximos anos. |
| Defesa antiaérea                  | OTAN        | Defesa antiaérea de médio alcance                          | Desconhecido |        | O Chefe do Estado-Maior do Exército, afirmou numa entrevista em outubro de 2024, que o Exército planeia incorporar defesas de médio alcance na Lei de Programação Militar. |
| Morteiro Pesado                   | OTAN Israel | Morteiro de 120mm                                          | Desconhecido |        | O programa força terrestre 2045 prevê a aquisição e a recepção entre 2032 e 2036 de morteiros pesados de 120 mm, para a brigada ligeira. |
| Porta-Morteiro 4x4                | OTAN Israel | Veículo blindado todo-o-terreno 4x4                        | 12           |        | O Exército Português pretende receber entre 2032 e 2036 sistemas porta-morteiros equipados em veículos 4x4 com morteiros de 120mm, de acordo com a 2* fase do programa força terrestre 2045. |
| Artilharia autopropulsada         | França      | Artilharia de 155mm                                        | 36           |        | A nova Lei de Programação Militar assinada em 2023 prevê recursos para a aquisição de um sistema de artilharia autopropulsada 6x6 de 155 mm para substituir os atuais obuseiros M114A1 de 155 mm.Em outubro de 2024, foi assinado um acordo que prevê a aquisição de 36 sistemas CAESAR , a serem recebidos entre 2026 e 2036. |
| Veículo blindado                  | OTAN        | Veículo blindado todo-o-terreno 4x4                        | 400          |        | O Exército Português anunciou em julho de 2025 que ira adquirir e receber entre 2036 e 2045 aproximadamente 400 Veículos Blindados Táticos Ligeiros 4x4, adicionais , na 3* fase do programa força terrestre 2045, a viatura escolhida vai ser a URO VAMTAC ST5 BN3. |
| Veículo blindado                  | OTAN        | Veículo blindado todo-o-terreno 4x4 para defesa NBQR       | Desconhecido |        | O Exército Português foi autorizado pelo Ministério da Defesa em 2024 a adquirir Veículos Táticos Blindados Ligeiros (VTLB) NBQR nas versões COLPRO e EOD. |
| Veículo de combate de infantaria  | OTAN        | Veículo blindado de combate                                | 200          |        | A atual lei de programação militar contém um orçamento para a substituição do veículo blindado de transporte de pessoal M113A2 por um novo veículo de combate de infantaria. Este projeto é conhecido como VCI-L (Veículo de Combate de Infantaria de Lagartas). O chefe do Estado-Maior do Exército, general Eduardo Manuel Braga da Cruz Mendes Ferrão, mencionou numa entrevista em 2024 a importância desta aquisição. Foi anunciado recentemente por sites especializados , que a viatura de combate de infantaria blindada de rodas 8x8 Artec Boxer A3 é a viatura blindada modular multi propósito escolhida para equipar o Exército, entre os anos de 2026 e 2045. |
| Leopard 2 Bergepanzer BPz3 Büffel | Alemanha    | Veículo Blindado de Recuperação                            | 2            |        | Após a receção do Leopard 2 A6, o Exército Português sentiu a necessidade de adquirir veículos de apoio compatíveis com este carro de combate, nomeadamente veículos blindados de recuperação e um veículo blindado lança pontes. Esses veículos deverão ser adquiridos nos próximos anos. |
| Leopard 2 Panzerschnellbrücke 2   | Alemanha    | Veículo Blindado Lança Pontes                              | 1            |        | Após a receção do Leopard 2 A6, o Exército Português sentiu a necessidade de adquirir veículos de apoio compatíveis com este carro de combate, nomeadamente veículos blindados de recuperação e um veículo blindado lança pontes. Esses veículos deverão ser adquiridos nos próximos anos. |
| Veículo todo-o-terreno 4x4        | OTAN        | Veículo ultraligeiro todo-o-terreno                        | 43           |        | O exército poderá receber em breve 43 veículos ligeiros todo-o-terreno para equipar algumas das suas unidades da Brigada de Reação Rápida. Foram recebidas 14 veículos militares Polaris em várias versões pelo Centro de Tropas de Operações Especiais, pelos RG1, RG2 e RG3 das zonas militares dos Açores e da Madeira. |
| Viaturas Táticas Médias           | OTAN        | Camião Militar                                             | Desconhecido |        | O Exército Português foi autorizado pelo Ministério da Defesa em 2024 a adquirir Viaturas Táticas Médias para operar nos Regimentos do Exército nas ilhas dos Açores e da Madeira. |
| Helicóptero militar               | OTAN        | Helicóptero Tático de Apoio, proteção e evacuação          | 12           |        | A Unidade de Aviação Ligeira do Exército vai operar pela primeira vez helicópteros, não dependendo da Força Aérea Portuguesa para diversas missões. Estes helicópteros de evacuação e resgate de combate serão adquiridos nos próximos anos e permitirão o apoio às tropas no terreno. Em outubro de 2024, foi assinado um despacho pelo Ministério da Defesa que permite ao Exército avançar com a compra de helicópteros, prevendo-se que o primeiro seja entregue em 2026 Segundo o programa força terrestre 2045 , o exército português , quer adquirir 12 helicópteros multi uso, no âmbito do hape, helicópteros de apoio, proteção e evacuação, ate 2045.           |
| UAVision ELANUS                   | Portugal    | Loitering munition                                         | Desconhecido |        | Segundo o site defense360 , depois deste equipamento"drone suicida" ter sido contrato pelo exército português, as autoridades militares portuguesas, estão a fazer testes adicionais no campo militar de santa margarida. O Cemtex (centro de experimentação e modernização tecnológica do exército), encontra -se a testar e a avaliar esta nova munição de sacrifício de 1 kg. Prevê -se que seja adquirida em grandes quantidades. |
| Veículo aéreo não tripulado       | Portugal    | Veículo aéreo não tripulado de combate                     | Desconhecido |        | As Forças Armadas Portuguesas têm trabalhado e testado drones com capacidade para lançar de 2 a 8 granadas desde 2022. Prevê-se que estes drones ingressem no Exército a partir de 2025. |
| Veículo aéreo não tripulado       | OTAN        | Veículo aéreo não tripulado                                | 40           |        | O Exército informou no seu jornal que está a decorrer um concurso na NSPA para ra aquisição de 40 pequenos drones em 2024. |
| Veículo aéreo não tripulado       | OTAN Israel | Veículo aéreo não tripulado de vigilância e reconhecimento | Desconhecido |        | O Exército Português continuará a receber vários drones nos próximos anos, estando autorizado a gastar até 2,6 milhões de euros até 2025 na aquisição de mais drones de vigilância. |
| Arma anti-drone                   | OTAN        | Arma Portátil Anti-drone                                   | Desconhecido |        | Durante o workshop, realizado em abril de 2024, pelo Instituto Universitário Militar (IUM) sobre a Lei de Programação Militar (LPM) 2023-2034, foi revelado que o exército pretende adquirir sistemas anti-drones portáteis. |
| Ponte Militar                     | OTAN        | Ponte Tática Militar                                       | Desconhecido |        | O Exército Português quer adquirir novos sistemas de pontes para as suas unidades de engenharia. |
| Hospital Militar                  | OTAN        | Hospital do tipo Role 2B                                   | 1            |        | O Exército Português pretende receber um hospital tipo 2B até 2026. O projeto para esta aquisição foi lançado em 2022 através da NSPA, prevendo-se que seja recebido até 2026. |

## Equipamentos retirados
Referências: 
Pistolas
- Heckler & Koch USP (Foi utilizada em algumas missões internacionais)
- SIG Sauer P228 (Foi utilizada pelo CTOE)
- Beretta 92 (Foi utilizada pela Polícia do Exército)
- Walther m/961
- Luger P08
- Mauser C96
- Smith & Wesson Model 10

Submetralhadoras
- Uzi m/961
- Vigneron m/961
- FBP m/948
- Bergmann MP-18
- Sten
- Sterling

Espingardas
- Heckler & Koch G3
- SIG SG 543
- IMI Galil ARM (Utilizada pelo Regimento de Paraquedistas)
- FN FAL Espingarda Automática 7,62 mm FN m/962 (30 000 unidades)
- ArmaLite AR-10
- Karabiner 98k Espingarda 8 mm Mauser m/938
- M1917 Enfield

Espingardas de Precisão
- Heckler & Koch PSG1

Metralhadoras
- Heckler & Koch HK21
- M60E/D
- Browning M1919
- MG3
- MG42
- MG 34
- MG13 m/944
- Breda M37 m/938
- Lewis
- Vickers
- Madsen

Caçadeiras
- Franchi SPAS-15

Lançadores de Granadas
- M79
- Heckler & Koch HK69A1

Armas Anticarro
- Lança Foguetes de 37mm
- Bazuca 60mm m/955
- M20 “Super” Bazooka m/952
- Canhão sem recuo M18 57mm
- Canhão sem recuo M20 75mm
- Canhão sem recuo M67 90mm (112 unidades)
- Canhão sem recuo M40A1 106mm (128 unidades)

Morteiros
- Morteiro 60mm M2 m/952
- Morteiro 81mm French Brandt m/937
- Morteiro 107mm M2 4.2-inch m/951

Artilharia rebocada
- Obuses M101A1 (54 unidades)
- Obuses OTO Melara Mod 56 (24 unidades)
- Obuses 8,8 cm m/43 Ordnance QF 25-pounder
- Obuses Obice da 75/18 modello 34/35
- Obuses Ordnance BL 5.5-inch
- Obuses 15cm sFH 18
- Obuses 15 cm TR m/905 Schneider Canet du Bocage
- Peça de Artilharia de Campanha de 7,5 cm, TR m/897 (Schneider-Canet)
- Peça de Artilharia Antiaérea 7,5 cm Vickers-Armstrong m/931
- Canon de 75 modèle 1897

Defesa Antiaérea
- M48A2/A3 Chaparral (34 unidades)
- Blowpipe MANPAD (57 unidades)
- Bofors 40 mm (62 unidades)
- Peça de Artilharia Antiaérea 7,5 cm Vickers-Armstrong m/931

Viaturas Blindadas de Rodas
- M3A1 Scout Car
- Chaimite (80 unidades)
- Daimler Dingo
- Humber Armoured Car
- Ferret (32 unidades)
- Panhard AML-60 (50 unidades)
- Panhard M3 (6 a 8 unidades)
- Alvis Saladin (39 unidades)
- M8 Greyhound
- Panhard EBR (51 unidades)

Viaturas Blindadas de Lagartas
- M2 Half-track
- M3 Half-track
- Carden Loyd tankette (6 unidades)
- M3 Stuart (80 unidades)
- Vickers 6-Ton (2 unidades)
- Grizzly I cruiser
- Valentine Mk2 (36 unidades)
- M4A3E4 Sherman
- M24 Chaffee (16 unidades)
- M47 Patton (150 unidades)
- M48 Patton (65 unidades)
- M60 Patton (93 unidades)
- M109 A2 (6 unidades)
- M125A1/A2 mortar carrier (15 unidades)
- M728 Viatura Combate Engenharia (3 unidades)